# علی کاوه (عکاس)
علی کاوه عکاس، تصویرگر و فعال مطبوعاتی اهل ایران است.

## آغاز و حرفه و فعالیت
علی کاوه عکاسی را از ۷ سالگی نزد عکاس صاحب نام ورزشی اسماعیل زرافشان آغاز کرد. کاوه برای نخستین بار در سال ۱۳۴۰ در مجله فردوسی مشغول به کار شد و نخستین بار برای عکاسی ورزشی به ورزشگاه شهید شیرودی رفت.
کاوه به عنوان عکاس در چهار دوره بازی‌های المپیک، سه دوره بازی‌های پارالمپیک، یک دوره المپیک ناشنوایان و یک دوره المپیک نوجوانان حضور یافته‌است.
علی کاوه در سال‌های متمادی بیشتر در قامت عکاس ورزشی ظاهر شد اما علی کاوه لحظات ماندگاری از انقلاب ۱۳۵۷ و دوران ۸ سال جنگ ایران و عراق و تصاویر سینمایی را نیز با دوربین خود ثبت کرده‌است. تصویر سید روح‌الله خمینی بر روی اسکناس‌ها نیز از جمله این عکس‌ها به شمار می‌آید که علی کاوه آن را ثبت کرده‌ است.

## فعالیت‌ها
- مجله فردوسی ۴۴–۱۳۴۰
- مؤسسه اطلاعات - جوانان امروز ۴۹–۱۳۴۷
- مجله دنیای ورزش ۵۴–۱۳۴۹
- نشریه رستاخیز ۵۷–۱۳۵۴
- واحد خبر سیاسی صدا و سیما ۷۴–۱۳۵۴
- روزنامه ابرار ورزشی ۸۲–۱۳۷۲
- روزنامه روز ورزش ۸۵–۱۳۸۲
- نشریه فضیلت ۸۷–۱۳۸۵
- روزنامه ایران ورزشی ۹۰–۱۳۸۷
- فدراسیون کشتی ایران ۱۳۸۹–
- فدراسیون چوگان ایران ۱۳۹۱–
- مجله بین‌المللی دنیای کشتی۱۳۹۳تاکنون

## جوایز و تقدیر
کاوه توسط انجمن‌ها، فدراسیون ها و مجلات مختلفی مورد تقدیر قرار گرفته و به جوایزی هم نیز دست یافته‌ است. در سال ۲۰۱۲ لوح تقدیر فیلا توسط رافائل مارتینتی رئیس اتحادیه جهانی کشتی برای وی صادر شد و توسط بهرام افشارزاده در کمیته ملی المپیک ایران به وی اهدا شد.

## نمایشگاه
نمایشگاه بزرگ و سراسری عکاسی علی کاوه از ۲۳ مهر ماه تا ۱۲ آبان ماه در مؤسسه ماه مهر در سال ۱۳۸۶ برگزار شد.